# Très chasse
 (novembre 2016).
Si vous disposez d'ouvrages ou d'articles de référence ou si vous connaissez des sites web de qualité traitant du thème abordé ici, merci de compléter l'article en donnant les références utiles à sa vérifiabilité et en les liant à la section « Notes et références ».
Très chasse est une série documentaire française consacrée à la chasse diffusée de 1995 à 2010 par TF1 et produite par Lodge Productions.

## Description
Très Chasse développe une vision responsable de la chasse où les hommes connaissent et respectent le gibier qu'ils prélèvent[réf. nécessaire]. Les reportages permettent aussi de dispenser de nombreux conseils et astuces aux chasseurs expérimentés et en herbe[style à revoir][réf. nécessaire] : que ce soit le maniement du fusil, la gestion d'une chasse ou d'un domaine à la démonstration de techniques de chasse originales. L'émission a donc suivi de nombreux chasseurs et de nombreux gibiers à travers la France et le monde.[réf. nécessaire]

## Programmation
Très Chasse a été diffusé par TF1 de 1999 à 2010. Certains épisodes dont de nombreux inédits ont été édités en vidéo: en VHS puis en DVD.

## Reprises et parodies
Très chasse, associée à son pendant consacré à la pêche Très pêche, a toujours souffert d'une image désuète[réf. nécessaire] et d'une émission diffusée au milieu de la nuit pour les insomniaques.[réf. nécessaire]
Elle a souvent été parodiée et raillée, notamment par les opposants à la chasse.[réf. nécessaire]